# 徐林侠
徐林侠（1904年—1949年9月6日），中国江苏邳县（今邳州市）人，中国共产党黨员暨革命家。

## 生平
徐林侠于1924年考入江苏省立的第三女子师范学校，於1926年前往武汉于中国共产党主办的江苏党务训练班学习，於1927年3月加入中国共产党。
1941年年底，徐林侠的丈夫宋绮云（中共党员，曾任杨虎城的秘书）被国民党军统特务逮捕，徐林侠带着他们8个月大的幼子宋振中前去寻找丈夫，母子二人在西安被捕，先后被囚禁于四川重庆中美合作所的白公馆及渣滓洞与位于贵州的息烽集中营里。
1949年9月6日，即中华人民共和国中央人民政府成立前夕，徐林侠和其丈夫宋绮云和幼子宋振中被国民党军统特务押解重庆歌乐山松林坡的戴笠警卫室，被一同秘密杀害，享年45岁。1955年6月，杀害徐林侠、宋绮云、宋振中的凶手杨进兴改名隐藏多年后被重庆公安部门查获逮捕，经审讯及重庆市中级人民法院公开审判，被判处死刑随即执行。
其余子女为长女宋振平、次女宋振苏、三女宋振西、四子宋振华、五子宋振镛、六女宋振亚。